# Euproctis nessa
Euproctis nessa är en fjärilsart som beskrevs av Swinhoe 1906. Euproctis nessa ingår i släktet Euproctis och familjen tofsspinnare. Inga underarter finns listade i Catalogue of Life.